# You Only Live 2wice
You Only Live 2wice è il terzo album del rapper statunitense Freddie Gibbs, pubblicato nel 2017.
Su Metacritic ottiene un punteggio di 76/100, basato su 9 recensioni.

## Tracce
1. 20 Karat Jesus – 5:21 – Blair Norf, ESVYBE, Speakerbomb, Pops
2. Alexys – 2:59 – Kaytranada, BADBADNOTGOOD
3. Crushed Glass – 4:35 – Teddy Walton, Aaron Bow, Speakerbomb (co-prod.)
4. Dear Maria – 3:55 – Blair Norf, Speakerbomb
5. Amnesia – 3:18 – Dupri, Jay Nari, DNYC3, Speakerbomb (co-prod.)
6. Andrea – 3:12 – Pops, SLWJMZ, Crooklin, Speakerbomb (co-prod.)
7. Phone Lit – 4:00 – Superville, Lambo (co-prod.), Speakerbomb (co-prod.)
8. Homesick – 4:29 – Pops, Speakerbomb, SLWJMZ

## Classifiche settimanali
| Classifica (2017)     | Posizione massima |
| --------------------- | ----------------- |
| Stati Uniti           | 124               |
| US Independent Albums | 13                |